# 永興 (漢)
永興（えいこう）は、後漢の桓帝劉志の治世に行われた4番目の元号。
153年 - 154年。

## 出来事
- 元年5月：元嘉3年を永興元年と改元。

## 西暦・干支との対照表
| 永興 | 元年  | 2年   |
| 西暦 | 153年 | 154年 |
| 干支 | 癸巳  | 甲午  |